# Els monstres (pel·lícula)
Els monstres (títol original en italià I mostri) és una pel·lícula italiana en episodis del 1963 dirigida per Dino Risi. Fou protagonitzada per Vittorio Gassman i Ugo Tognazzi, i ha estat seleccionada entre les 100 film italiani da salvare. Ha esat doblada al català.

## Sinopsi
La pel·lícula presenta diversos episodis en què els actors Ugo Tognazzi i Vittorio Gassman són els principals intèrprets. Els temes dels relats tenen com a objectiu oferir una imatge clara dels hàbits, vicis, trampes i gust típics de la majoria dels italians dels anys seixanta. Òbviament, els personatges i les situacions divertides s'escriuen i s'escenifiquen de manera que toca els límits de la sàtira i la cruesa, tot i que molts d’aquests números encara són reconeguts per la companyia italiana. La sàtira dels episodis afecta igualment a gent d'origen noble com de gent pobra, tant polítics com policies que abusen del seu poder i, finalment, però no menys important, a les classes mitjanes. Recordem els episodis d'"I mostri" en què un home que ha matat tota la família i s'ha barricat a la casa va ser arrestat per dos policies (Gassman i Tognazzi) i fotografiat amb el present. No obstant això, tot i que l'home és un assassí, els dos policies són autèntics monstres de la lletjor. Un altre episodi que cal recordar és l’Educació en què el pare Ugo Tognazzi educa el seu fill (Ricky Tognazzi) en un engany perfecte per semblar més masculí i intel·ligent, pagar molt menys i no ficar-se en una situació pesada o avorrida segur que no naixeria. Instrueix el seu fill a colpejar els seus companys de classe que no li deixen copiar les tasques i mentir en l'edat quan va anar a la fira i no va pagar el bitllet. Quan el nen creixi, el primer que haurà de fer és reparar els seus ensenyaments i pagar el seu pare amb una pistola i amb el robatori de totes les seves possessions.

## Episodis
La versió original es compon de 20 episodis, tots protagonitzats per Vittorio Gassman i Ugo Tognazzi.
- "L'educazione sentimentale"
- "La raccomandazione"
- "Il mostro"
- "Come un padre"
- "Presa dalla vita"
- "Il povero soldato"
- "Che vitaccia"
- "La giornata dell'onorevole"
- "Latin lovers"
- "Testimone volontario"
- "I due orfanelli"
- "L'agguato"
- "Il sacrificato"
- "Vernissage"
- "La musa"
- "Scende l'oblio"
- "La strada è di tutti"
- "L'oppio dei popoli"
- "Il testamento di Francesco"
- "La nobile arte"

## Repartiment
- Vittorio Gassman:
- Ugo Tognazzi:
- Michèle Mercier: Maria
- Marisa Merlini: signora Fioravanti
- Ricky Tognazzi: fill (1. Episod)i
- Lando Buzzanca: marit (4. Episodi)
- Marisa Merlini: Paola Fioravanti
- Rika Dialina: Anna
- Franco Castellani: Giulio Francusi
- Maria Mannelli: Frau Ceccarelli
- Mario Laurentino: Nino
- Angela Portaluri: Ersilia